# Bronisław Turonek
Bronisław Turonek (biał. Браніслаў Туронак, Branisłaŭ Turonak; ur. 22 czerwca 1896 w folwarku Piestuny w powiecie dziśnieńskim Imperium Rosyjskiego, zm. 19 września 1938 w Duksztach w powiecie święciańskim II Rzeczypospolitej) – lekarz, publicysta, działacz kulturalno-społeczny białoruskiej mniejszości narodowej w międzywojennej Polsce; ojciec historyka Jerzego Turonka.

## Życiorys
W czasie I wojny światowej na emigracji w Jarosławiu w Rosji, gdzie ukończył gimnazjum. W 1919 roku, w okolicy Brasławia, z pomocą miejscowej inteligencji otworzył 15 białoruskojęzycznych szkół. Studiował na Wydziale Prawa Uniwersytetu w Charkowie, w 1924 roku skończył Wydział Medyczny Uniwersytetu Stefana Batorego w Wilnie. Jeden z założycieli i (od 1920 roku) skarbnik Białoruskiego Związku Studentów, a także redaktor odpowiedzialny jego organu – czasopisma Nasz szlach (1922–1923). W latach 1923–1925 redaktor gazety Krynica, na łamach której publikował artykuły na temat politycznego, społecznego i kulturalnego życia białoruskiej mniejszości w Polsce. W sierpniu 1925 roku aresztowany. Przez dwa tygodnie jego sytuacja pozostawała nieznana, w końcu wyznaczono za niego kaucję 500 zł. Ksiądz Adam Stankiewicz zwrócił się z wnioskiem do sądu o obniżenie kaucji, jednak w rezultacie została podniesiona do 1000 zł. Suma ta jednak została zgromadzona i do procesu Turonek pozostawał na wolności. Czasopismo Krynica zostało zamknięte przez polskie władze. Turonek został skazany na więzienie, kartę odbywał w Więzieniu Łukiskim w Wilnie. Po wyjściu na wolność, Turonek pozostawał pod obserwacją policji. Turonek był jednym z założycieli i działaczy Białoruskiego Związku Włościańskiego i Białoruskiego Instytutu Gospodarki i Kultury (od 1926 roku). Kierował wileńskim oddziałem BIGiK do swojego wyjazdu w 1928 roku.
Pracował jako lekarz w Wilnie (1924–1928) i Duksztach (1928–1938). W 1928 roku kandydował w białostockim okręgu wyborczym do Sejmu z ramienia Bloku Mniejszości Narodowych, będąc drugim na liście. W styczniu 1928 roku ożenił się z Maryją Reszać – siostrą białoruskiego księdza i profesora Jazepa Reszacia. W tym samym roku w Wilnie wydał broszurę Higiena uzhadawańnia dziciaci.